# Processus isenthalpique
En thermodynamique, un processus isenthalpique est un processus au cours duquel l’enthalpie du système reste constante.

## Applications

### Cas des gaz parfaits
Pour un gaz parfait dans un système fermé, tous les processus isenthalpiques sont aussi isothermes, et réciproquement, suivant la deuxième loi de Joule : {\displaystyle {\rm {d}}H=0=C_{P}\,{\rm {d}}T}, avec {\displaystyle C_{P}} la capacité thermique isobare et {\displaystyle T} la température.

### Détente isenthalpique
Les transformations isenthalpiques sont utiles dans l'étude des systèmes ouverts pour lesquels la pression (et non le volume) est l'un des paramètres les plus importants. En effet, l'enthalpie {\displaystyle H} est un potentiel thermodynamique ayant la pression comme variable d'état naturelle,. Un exemple de transformation isenthalpique dans un système ouvert est la détente de Joule-Thomson. Les détentes de fluides au passage de vannes peuvent en première approximation être considérées comme isenthalpiques.